# Assassino, speranza delle donne
Assassino, speranza delle donne è un dramma espressionista scritto nel 1907 da Oskar Kokoschka.
È considerato il primo dramma espressionista in assoluto. La pubblicazione del lavoro avvenne nel 1910 sulla rivista Der Sturm, ma non si trattò dell'originale allestito a Vienna nel luglio del 1909: pare infatti che, per la prima dell'opera, Kokoschka avesse annotato velocemente il testo e le didascalie sceniche su alcuni fogli di carta andati poi perduti.
Le pubblicazioni successive fecero riferimento a quattro differenti versioni redatte dall'autore in un arco temporale compreso tra il 1907 e il 1910. Le edizioni posteriori a tale anno videro soppresse, per volontà dello stesso autore, la virgola del titolo, che quindi divenne Assassino speranza delle donne, per renderlo più ambiguo.

## Trama
Uomo, ferito alla testa, col viso bianco e un'armatura azzurra, guida in piena notte un manipolo di uomini, apparentemente svogliati e tentennanti, verso una torre, dalla quale esce Donna in compagnia di altre donne. Donna è bionda, alta, vestita di rosso e dalle sue battute si intende che ha un potere sugli uomini, che strisciano vicino a lei.
Vede Uomo e ne rimane catturata: tuttavia le donne sono spaventate da lui, che le si avvicina fissandola in volto. Donna pronuncia il suo ammaliamento e Uomo, furibondo, la fa marchiare a fuoco dagli uomini: Donna, dolorante e furibonda, lacera il fianco di Uomo con un coltello. Uomo viene sepolto dentro la torre, separato dalla vista della Donna da una grata.
Mentre il coro si dedica all'accoppiamento sessuale, Donna urla il desiderio di raggiungere Uomo morente all'interno della torre e gli rivolge le sue preghiere bramose di desiderio. Uomo si alza a fatica, cantando. Donna è spaventata da questo fatto, tuttavia non retrocede né si allontana, anzi: prega Uomo di morire, perché lo ha privato della sua libertà, nonostante sia stata lei a ferirlo e a rinchiuderlo. Uomo sfiora Donna attraverso la grata che, immediatamente dopo, apre. Ormai Donna sta morendo, e il suo ultimo gesto è strappare una fiaccola a uno degli uomini, che si spegne cadendo a terra insieme al corpo esanime.
Il coro addita Uomo come il demonio e lui li abbatte, dando poi fuoco alla torre tra i canti del gallo mattutino.

## Adattamenti
Dal dramma furono tratti l'opera Assassino, speranza delle donne di Paul Hindemith (1922) e il film L'assassino, speranza delle donne di Giuseppe Gatt (1977).